# Tsoï
Pour plus de détails, voir Fiche technique et Distribution.
Tsoï (Цой) est un film russo-letton réalisé par Alekseï Outchitel, sorti en 2020.

## Synopsis
Pavel Shelest, conducteur de bus, a un accident avec une voiture conduite par un chanteur très célèbre qui meurt lors de cet accident. La vie de Pavel en est bouleversée.

## Fiche technique
- Titre original : Цой
- Titre français : Tsoï
- Réalisation : Alekseï Outchitel
- Scénario : Aleksandr Gonorovskiy, Savva Minaev et Alekseï Outchitel
- Costumes : Olga Mikhaïlova
- Photographie : Youri Klimenko
- Montage : Anna Kroutiy
- Musique : Faustas Latėnas
- Pays d'origine : Lettonie - Russie
- Format : Couleurs - 35 mm
- Genre : drame
- Durée : 97 minutes
- Date de sortie :
  - Russie : 12 novembre 2020

## Distribution
- Evgueni Tsiganov : Pavel Shelest, le conducteur du bus (inspiré de Ianis Fibigs)
- Nadejda Kaleganova : Victoria, la photographe du groupe
- Mariana Spivak : Marina, l'ex-femme du chanteur (inspirée de Mariana Tsoï)
- Maria Peresild : Jenia, le fils du chanteur (inspiré de Alexander Tsoï)
- Ilya Del : Rika, le petit ami de Marina (inspiré de Alexander Ricochet  Aksionov)
- Paulina Andreeva : Polina, le dernier amour du chanteur (inspiré de Natalia Razlogova)
- Igor Vernik : Youri Raizen, le producteur du chanteur (inspiré de Youri Aizenshpis)

## Production

### Genèse et développement
Le film est inspiré par l'accident de la route survenu le 15 août 1990 en Lettonie entre Sloka et Talsi où Viktor Tsoï meurt.